# Richard Mille (industriel)
Pour les articles homonymes, voir Richard Mille.
Richard Mille, né le 13 février 1951 à Draguignan, est un industriel français de l'horlogerie et cofondateur de la marque de montres suisse de très grand luxe patronymique créée en 2001.

## Biographie

### Famille et vie privée
Richard Jean-Louis Mille est né le 13 février 1951 à Draguignan, dans le département du Var, d'un père expert-comptable et d'une mère au foyer. Il est marié et a sept enfants. Il est propriétaire du château de Monbouan, situé à Moulins en Ille-et-Vilaine.

### Formation et parcours professionnel
Après un séjour au Royaume-Uni à 20 ans en vue de se perfectionner en anglais, il effectue des études de marketing à l'IUT de Besançon.
En 1974 il devient responsable export de la marque HERMA (famille Anguenot), une société horlogère de Villers-le-Lac dans le Doubs. Puis, après son rachat par Matra en 1981, il occupe le poste de directeur commercial export de Matra-Yema jusqu'en 1992. Il rejoint ensuite la maison Mauboussin, place Vendôme à Paris, comme responsable de la division horlogerie puis président de la division horlogère et enfin président directeur général et actionnaire du joaillier.
C'est pendant toutes ces années qu'il se forme à l'horlogerie et s'intéresse au processus de création des montres, et qu'il rencontre de grands noms de l'horlogerie suisse dont Giulio Papi, directeur de la recherche et du développement chez Audemars Piguet Renaud et Papi (APR & P), la division horlogère haut de gamme d'Audemars Piguet.
En 1998, à la suite d'un désaccord avec Patrick Mauboussin sur la stratégie de développement commerciale de la marque, il quitte Mauboussin et devient consultant en développement d’horlogerie, puis il décide de lancer sa propre ligne de montres, même s'il n'est pas horloger de formation, à savoir la marque Richard Mille.
Richard Mille est le parrain de la filière horlogerie du lycée Jean-Jaurès de Rennes. 
En 2022, il prend sa retraite et cède la direction de la marque de montres à ses enfants Alexandre et Amanda.

### Distinction
- Chevalier de la Légion d'honneur (décret du 31 décembre 2019)[7],[8]

## Activités

### Montres Richard Mille

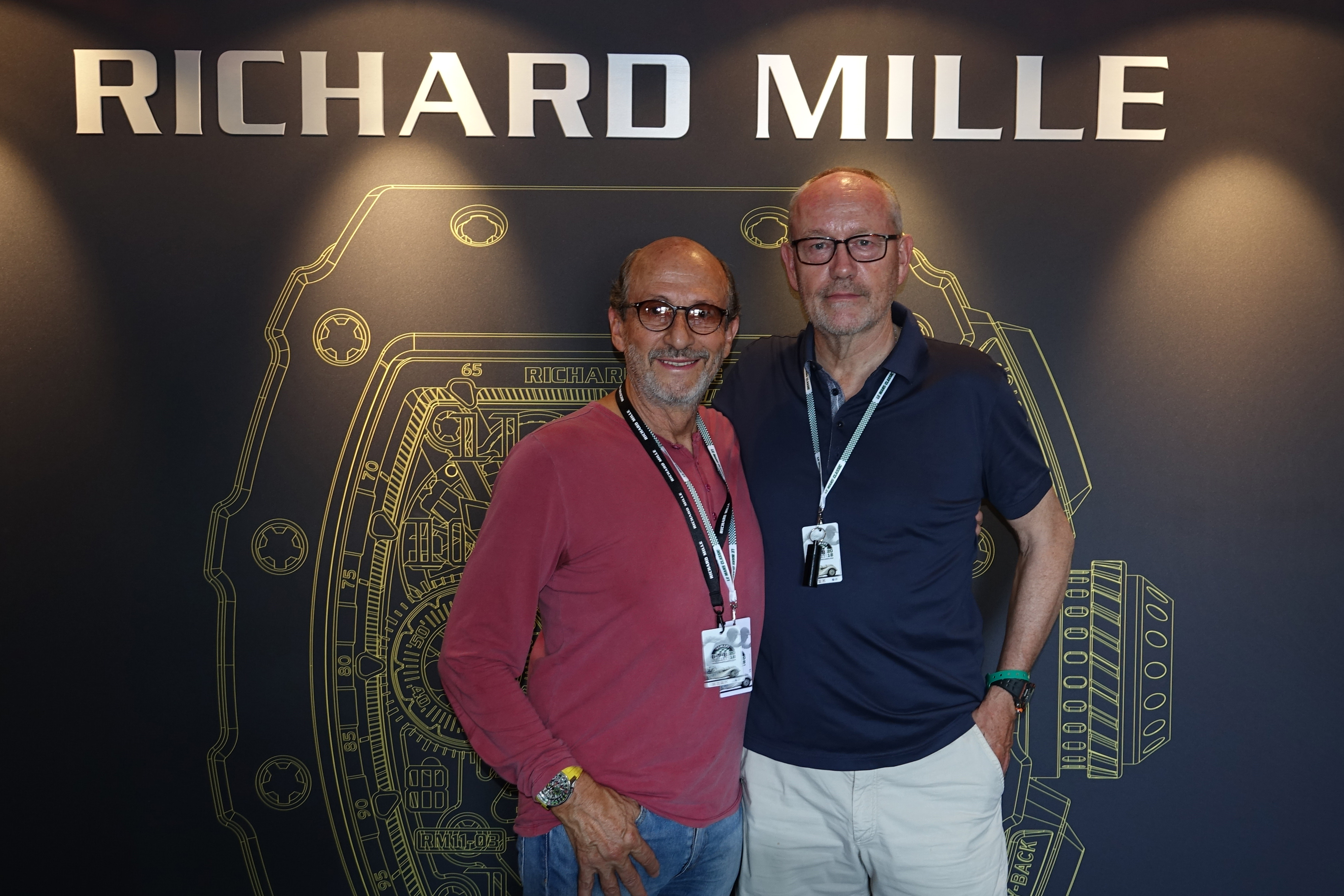
Richard Mille et Dominique Guenat - Fondateurs de Richard Mille SA.

Richard Mille a cinquante ans lorsqu'il fonde en 2001 Horométrie SA, société d'exploitation de la marque horlogère Richard Mille, avec son ami Dominique Guenat, propriétaire des Montres Valgine, et avec le soutien de Lucien Tissot (avocat spécialisé dans le domaine horloger), Laurent Picciotto (créateur du revendeur de montres Chronopassion) et en collaboration avec la manufacture d'horlogerie Suisse Audemars Piguet, qui est ensuite entrée au capital de Richard Mille en 2007.

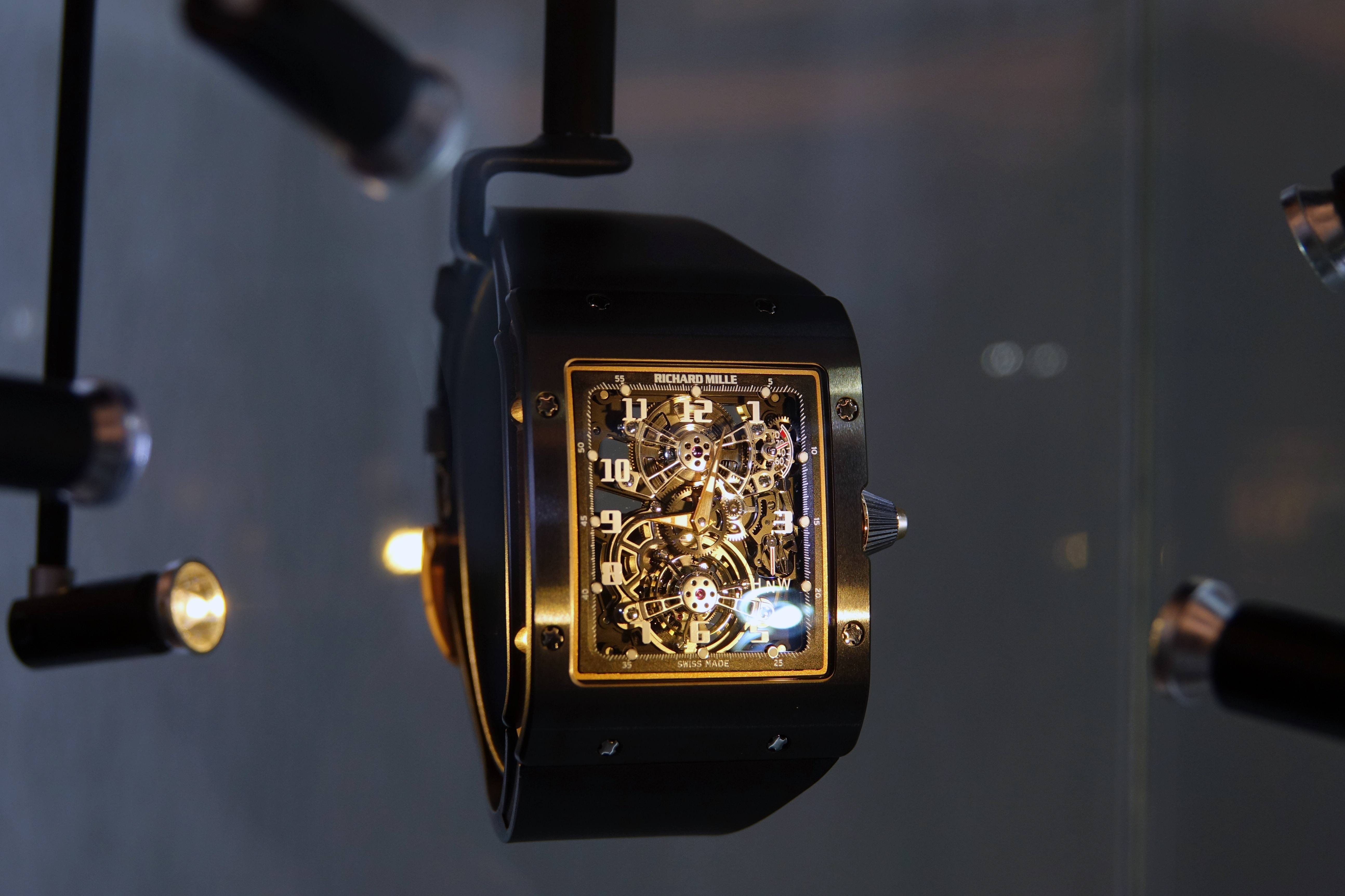
Montre Richard Mille (RM 017).

La même année, la nouvelle marque horlogère présente sa première montre, le Tourbillon RM 001 au salon mondial de l'horlogerie et de la bijouterie, à Bâle en Suisse. Cette mécanique à remontage manuel est munie d'un boîtier nervuré en forme de tonneau qui met en évidence le mécanisme, éléments principaux de l'identité visuelle de la marque, et dispose d'un calibre tourbillon, d'un indicateur de réserve de marche et d'un indicateur de couple. Le bracelet est en cuir, le verre est en matière minérale et elle bénéficie d'une étanchéité jusqu'à 50 mètres de profondeur.
Richard Mille se fait un nom dans le domaine de l'horlogerie de luxe avec sa technologie et ses matériaux innovants. La marque fait ainsi son entrée en 2007 à la Fondation de la Haute Horlogerie.

### Parfum Henry Jacques
En mars 2015, l'industriel s'associe avec Anne-Lise Crémona, sa nièce, propriétaire depuis 2010 du parfumeur Henry Jacques créé par son père Henry Jacques Cremona en 1975. Ensemble ils fondent ACRM (initiales de ses propriétaires) qui gère la marque des parfums Henry Jacques, dans laquelle Richard Mille est le président et Anne-Lise Cremona la directrice générale.

### Celsius X VI II
En 2006, Richard Mille entre au conseil d’administration de la société Celsius X VI II. Celle-ci produit un téléphone de luxe intégrant une montre à tourbillon nommé LeDix.

### Édition
En 2014, Richard Mille reprend la maison d'édition Cercle d'art et diversifie ses publications avec des ouvrages sur le street-art, l'horlogerie, l'architecture, la photographie, le design, la gastronomie, l'automobile, etc.,,.

### Automobile

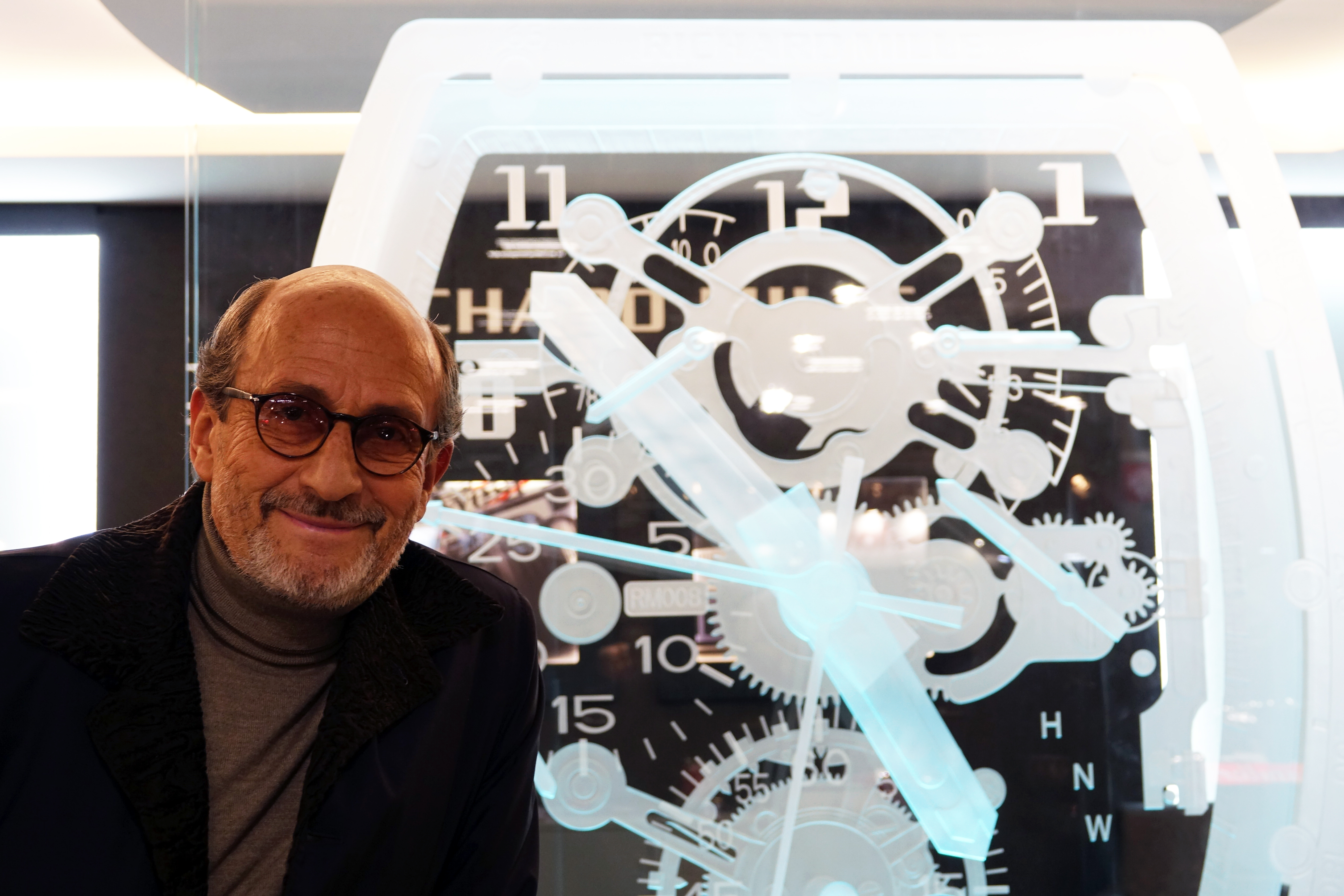
Richard Mille à Rétromobile 2019.

En 2002, Richard Mille participe à la création[réf. nécessaire] du Mans Classic, une rétrospective des 24 Heures du Mans pour les automobiles de compétition historiques, organisée sur le circuit du Mans, avec l'organisateur d'événementiel automobile Patrick Peter (Peter Auto), et en association avec l'Automobile Club de l'Ouest (ACO).
En décembre 2017, il est nommé président de la « Commission endurance » de la Fédération internationale de l'automobile (FIA), en remplacement de Lindsay Owen-Jones, et aux côtés de son ami Jean Todt, président de la FIA.
Richard Mille est un collectionneur de voitures de course et d'automobiles historiques qui sont principalement comprises dans les années 1960 et 1970. Il participe avec ses véhicules personnels[réf. nécessaire] aux compétitions que son entreprise horlogère sponsorise, dont notamment le Tour Auto, le Spa Classic, ou le Le Mans Classic où il pilotait sa Lola T70 en 2008, ainsi qu'aux événementiels statiques comme le salon Rétromobile ou encore le concours d'élégance automobile de Chantilly.

Exposition McLaren - Richard Mille au salon Rétromobile 2018
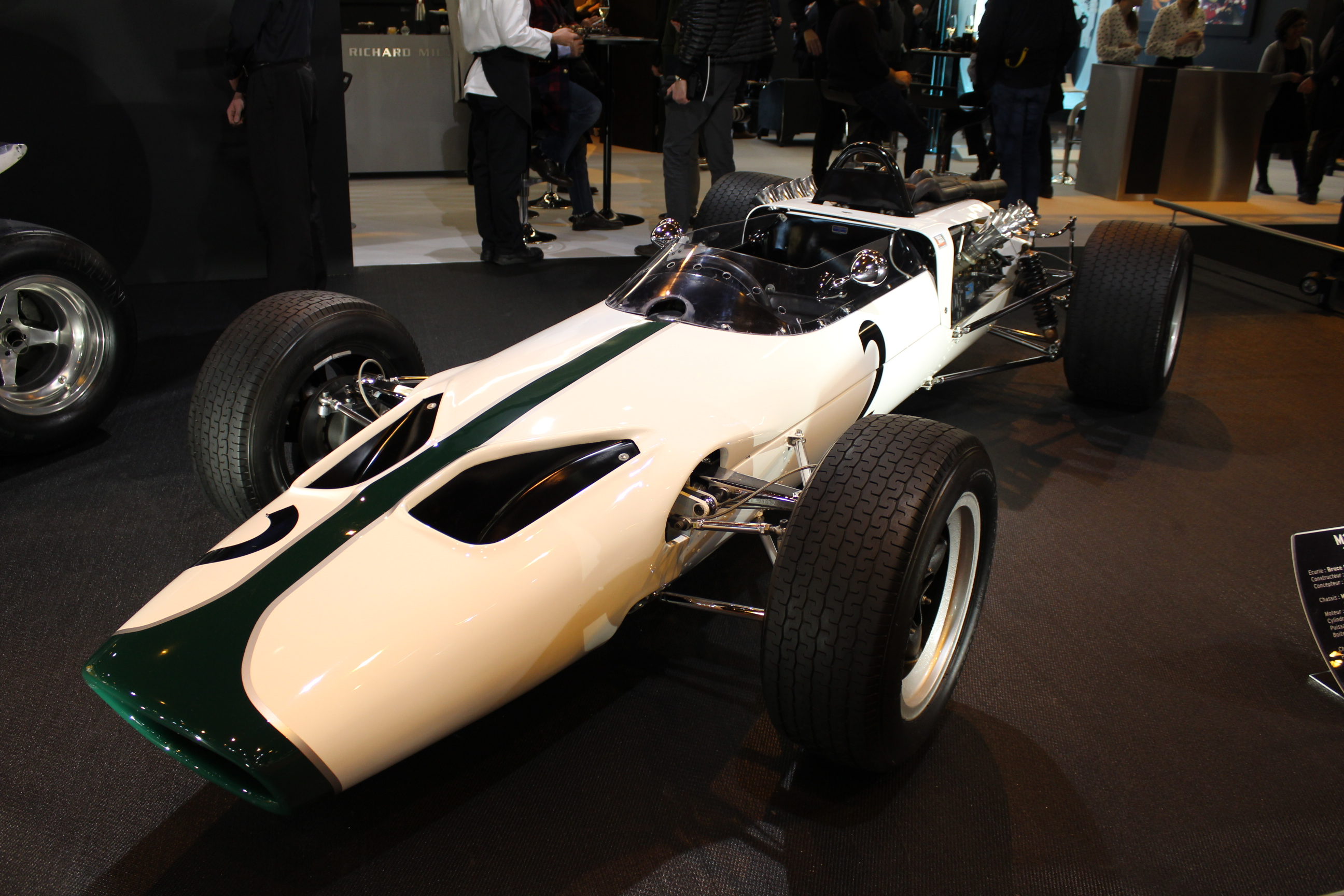
McLaren M2 B (1966)
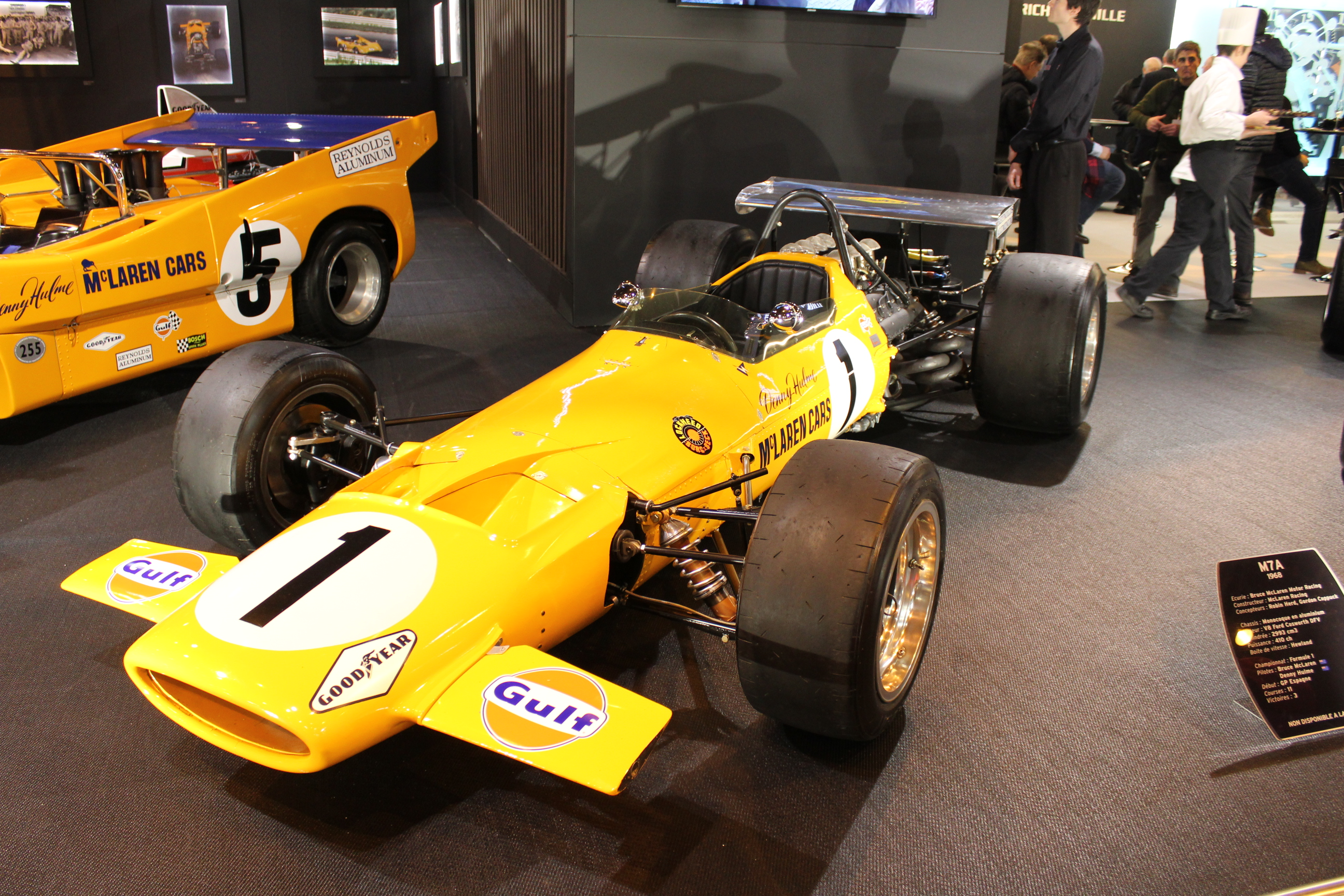
McLaren M7 A (1968)
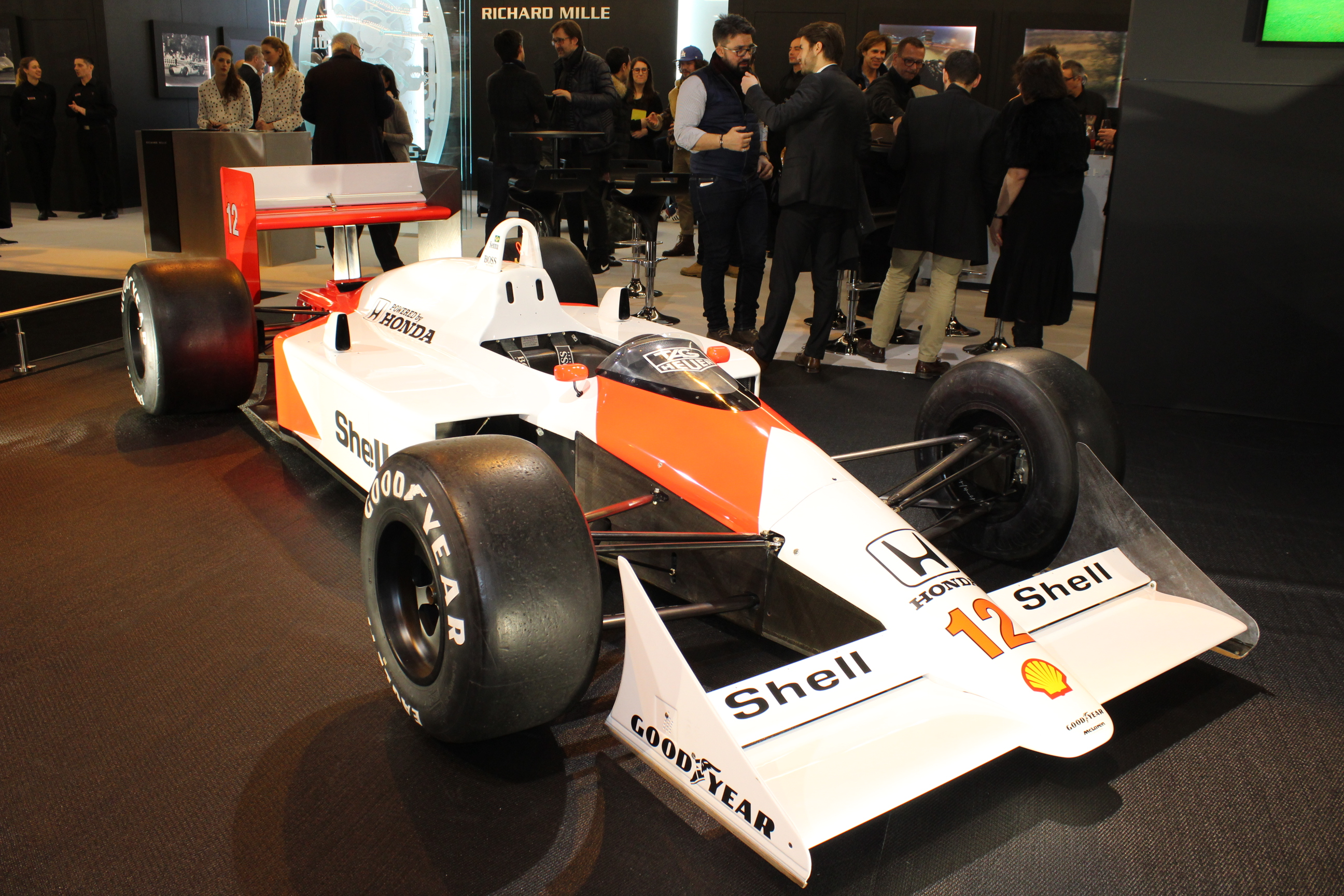
McLaren MP4-4 (1988)
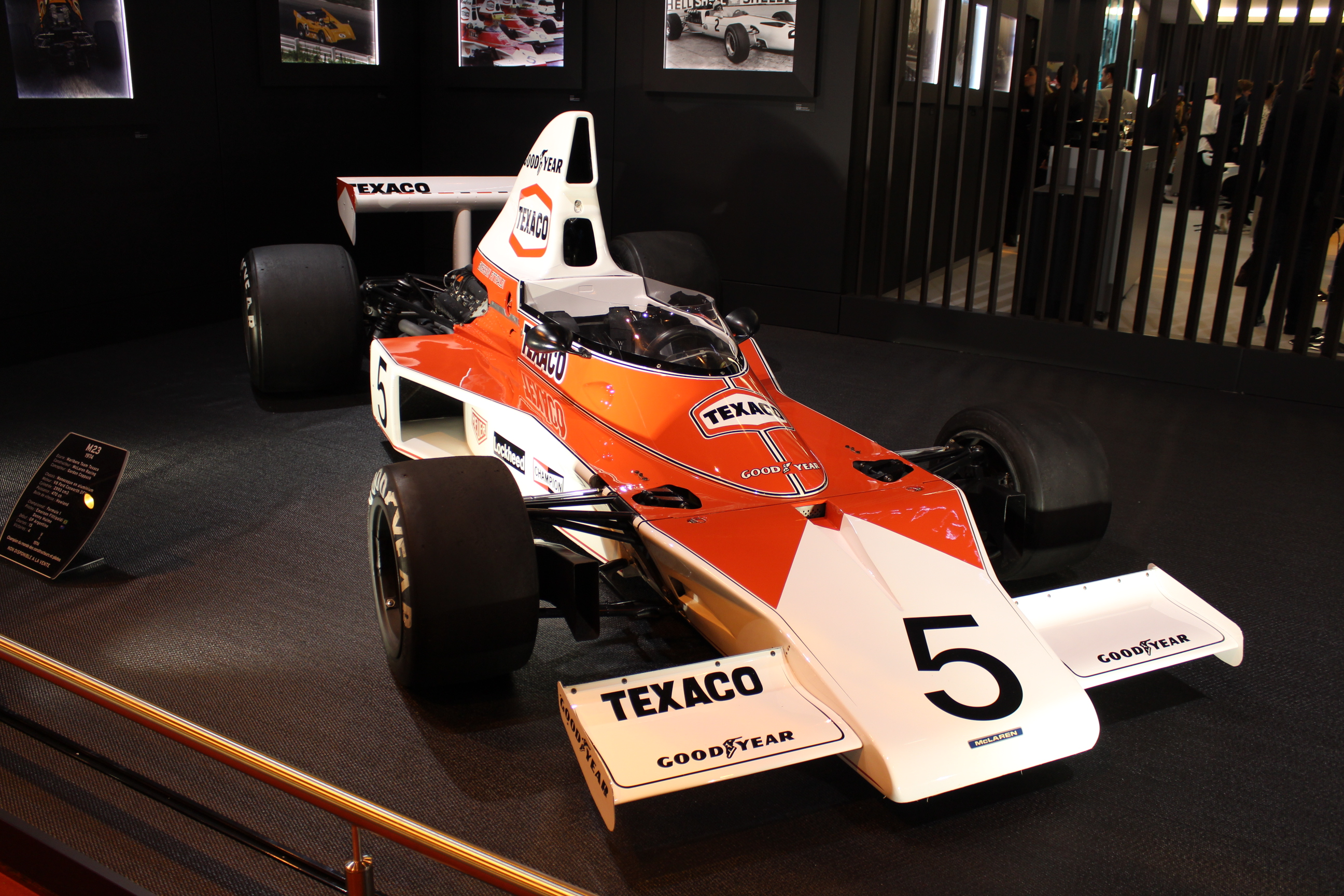
McLaren M23 (1976)

Exposition McLaren - Richard Mille au salon Rétromobile 2019
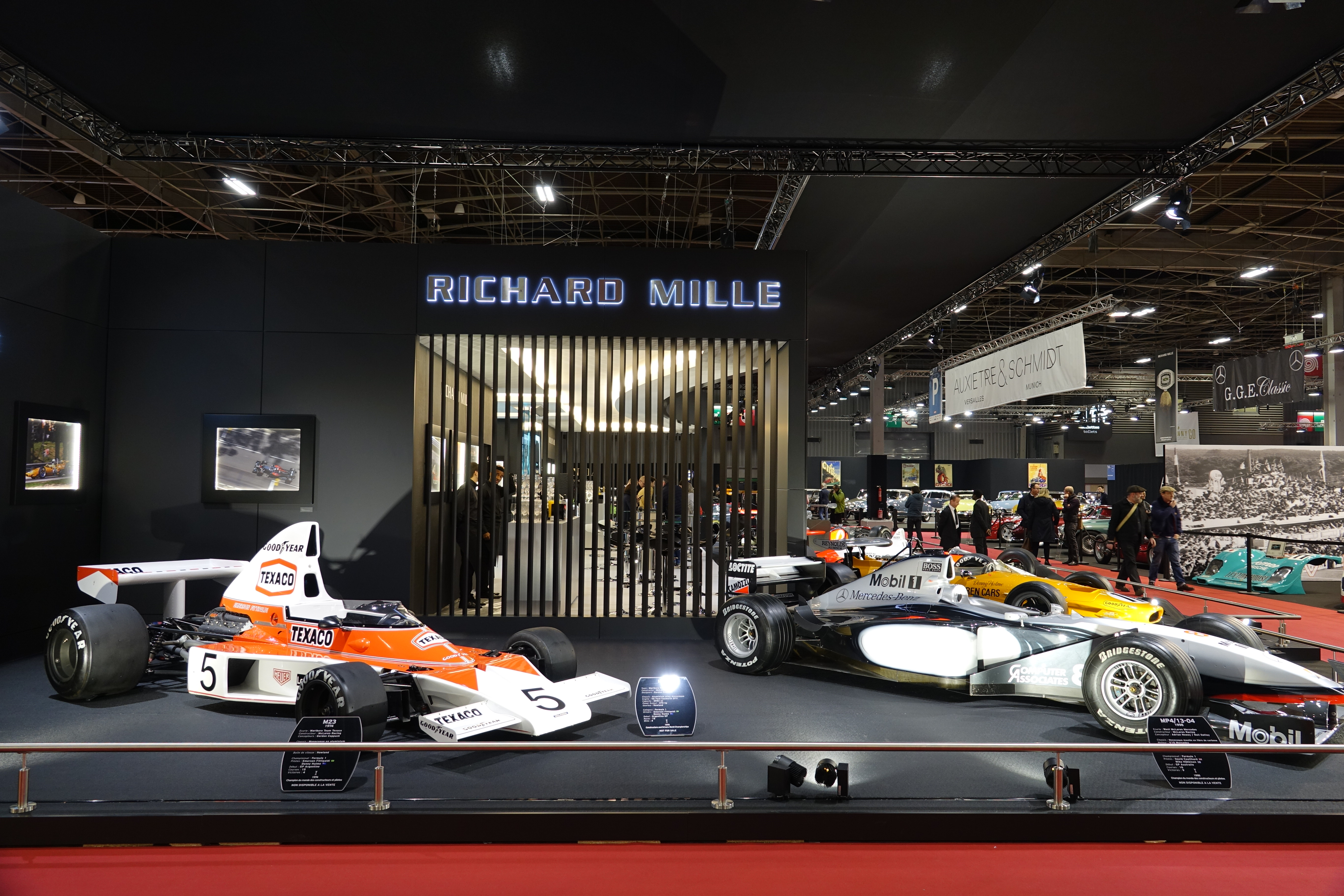
McLaren M23 (1974) et MP4/13-04 (1998)
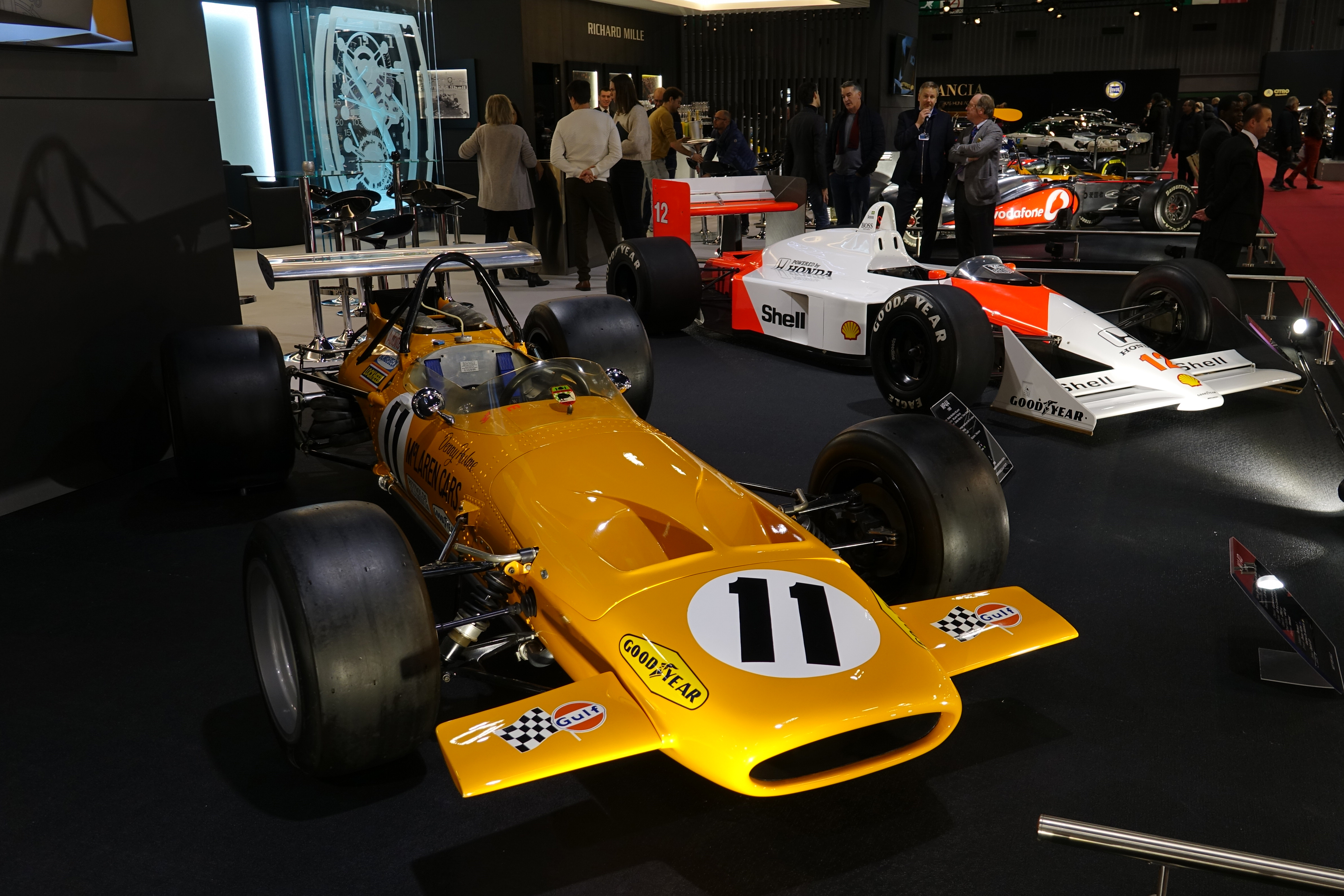
McLaren M14D (1970) et MP4/4 (1988)
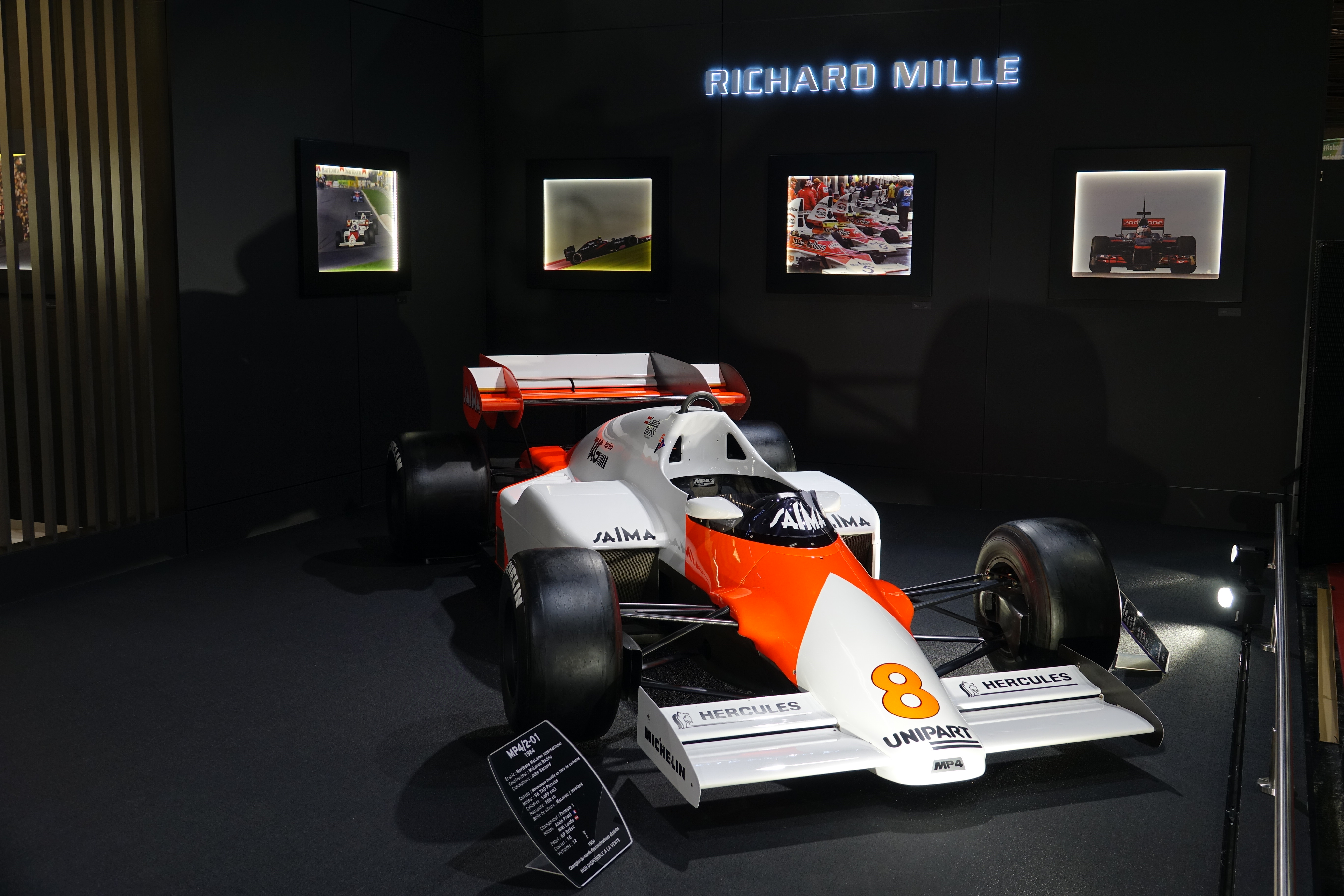
McLaren M23 (1976)

## Publication
- L'Horloge de Québec, Paris, éditions Cercle d'art, 2016  (ISBN 978-2-7022-1017-8)